# Escroux
Escroux település Franciaországban, Tarn megyében. Lakosainak száma 40 fő (2022. január 1.). Escroux Laval-Roquecezière, Saint-Sever-du-Moustier, Lacaune, Saint-Salvi-de-Carcavès, Senaux és Viane községekkel határos.

## Népesség
A település népességének változása:
| Lakosok száma | 50   | 49   | 53   | 49   | 47   | 45   | 44   | 42   | 40   |
|               | 2013 | 2015 | 2016 | 2017 | 2018 | 2019 | 2020 | 2021 | 2022 |